# Overkill (гурт)
Overkill — американський треш-метал гурт, створений 1980 року у Нью-Джерсі. За свою довгу кар'єру гурт пройшов через багато змін у складі. Єдиними постійними учасниками залишаються: бас-гітарист Д. Д. Верні і вокаліст Боббі «Бліц» Елсворт. Крім Верні та Елсворта, поточний склад Overkill включає: соло-гітариста Дейва Лінська, ритм-гітариста Дерека Тейлера та барабанщика Джейсона Біттнера. Разом з Nuclear Assault і Anthrax вважається одним з найуспішніших треш-метал гуртів Східного узбережжя США.
На сьогоднішній день Overkill випустили: дев'ятнадцять студійних альбомів, один кавер-альбом, два міні-альбоми, один демо-запис і три концертних альбоми. Overkill досягли свого першого мейнстримового успіху з другим студійним альбомом і дебютним записом на мейджор-лейблі Atlantic Records, Taking Over(1987), який посів 191 місце в Billboard 200. Наступні п'ять студійних альбомів гурту — Under the Influence (1988), The Years of Decay (1989), Horrorscope (1991), I Hear Black (1993) і WFO (1994) — також мали успіх у чартах Billboard. Після розриву контакту з Atlantic у 1995 році Overkill змінили лейбл, але продовжували користуватися помірним андеграундним успіхом, особливо в Європі та Японії. У 2010-х роках група пережила відродження популярності у США, три студійні альбоми гурту The Electric Age (2012), White Devil Armory (2014) і The Grinding Wheel (2017) потрапили у топ 100 Billboard 200. Overkill продали понад 16 мільйонів записів по всьому світу, зокрема з початку ери SoundScan — 625 000 платівок у Сполучених Штатах.

## Історія

### Ранні роки і Feel the Fire (1980-1986)

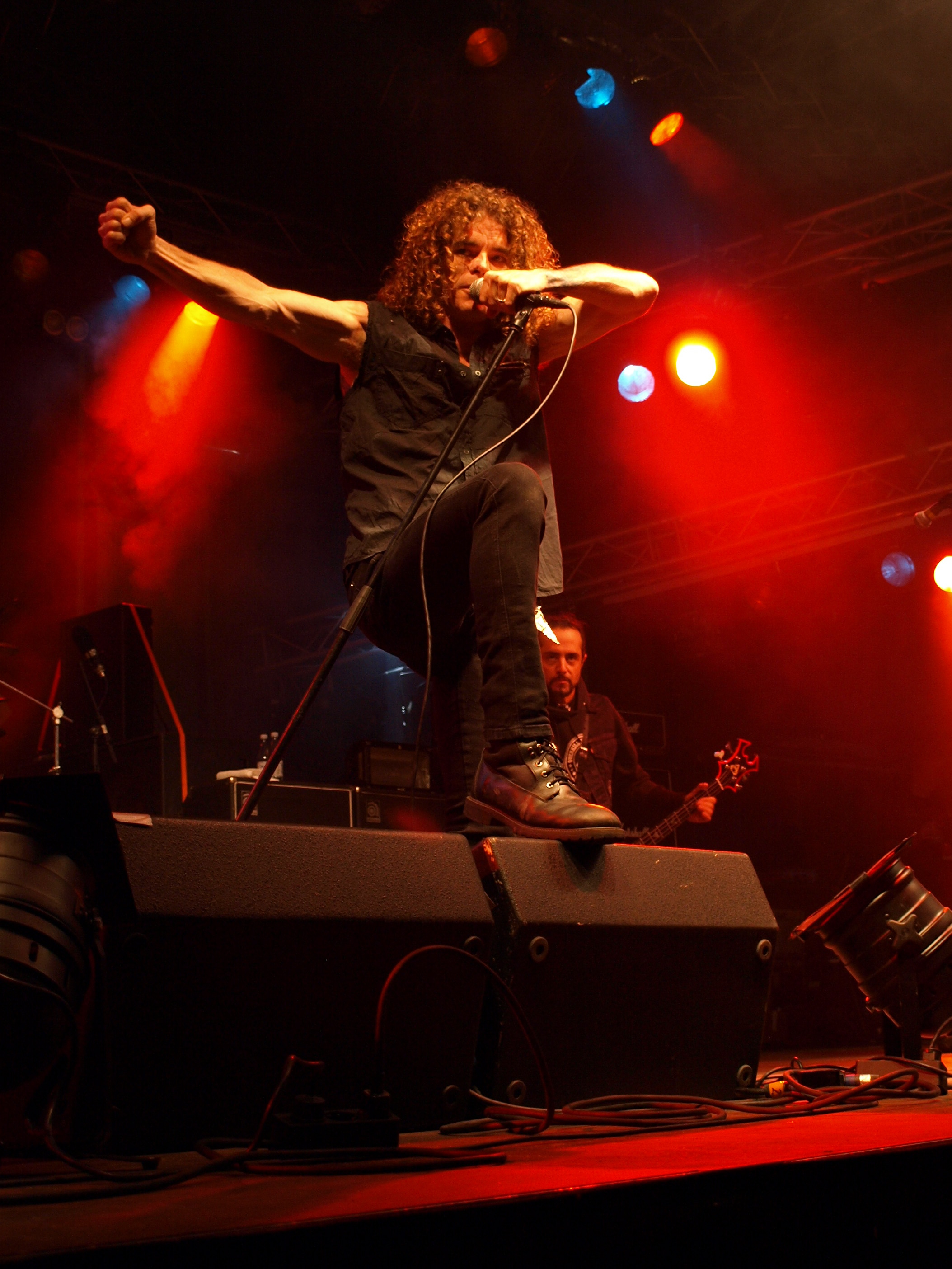
Басист Д. Д. Верні (праворуч) дав вокалісту Боббі Елсворту (ліворуч) прізвисько «Бліц» через його надмірний спосіб життя.

Overkill була утворена в 1980 році на залишках панк-рок гурту The Lubricunts, в якій брали участь Рет Скейтс і Д. Д. Верні (справжні імена Лі Кандрет та Карло Верні). Вони розмістили оголошення про пошук вокаліста та гітариста, на яке відгукнулися гітарист Роберт Писарек та вокаліст Боббі Елсворт. Таким чином був сформований перший склад Overkill, проте перш ніж вибрати цю назву, гурт перебрав кілька інших, наприклад, Virgin Killer. Ранні пісні, особливо ті, які гурт виконував під ім'ям Virgin Killer, були каверами таких панк-груп, як: Ramones, Dead Boys та ін. До кінця 1980 року група почала виконувати пісні гурту Motörhead(включаючи саму пісню Overkill, з якої гурт і узяв свою кінцеву назву, а також половину пісень з альбому Ace of Spades), Judas Priest та Riot. Незважаючи на те, що група виконувала панк-кавери, хлопці грали з більшою швидкістю та енергією , що дозволяє віднести їх до перших груп треш-металу. У 1981 з гурту пішов гітарист Роберт Пісарек, його замінили Ден Шпіц та Ентоні Амендола, яких, у свою чергу, замінили Річ Конте та Майк Шеррі, поки нарешті гітаристом групи не став Боббі Густафсон наприкінці 1982.
У 1983 році група у складі: Рет Скейтс, Д. Д. Верні, Боббі Густафсон і Боббі «Бліц» Еллсворт випустила демозапис Power In Black, який справив фурор в андерграундних навколомузичних колах (порівняних із записами Exodus і Testament). Power In Black дав можливість Overkill з'явитися на двох збірках: пісня Feel the Fire була включена до збірки New York Metal '84, а пісня Death Rider з'явилася на п'ятій збірці з серії Metal Massacre. Крім того, гурт зміг підписати невеликий контракт зі студією Azra/Metal Storm Records, де в 1984 році записала свій EP Overkill.
У листопаді 1984 року Джон Зазула, власник Megaforce Records, підписав з групою контракт на кілька альбомів. У 1985 році виходить їхній перший повноцінний альбом Feel The Fire. Група провела більшу частину 1985 і 1986 років. у турне на підтримку альбому Feel The Fire, починаючи тур у США на розігріві у Slayer, закінчуючи гастролями Європою з Anthrax та Agent Steel. Виснажливий гастрольний графік Overkill і ажіотаж, що росте навколо Feel the Fire, привели до того, що групою зацікавилися кілька великих лейблів; врешті-решт вони підписали контракт з Atlantic Records, що зробило Overkill однією з перших треш-метал груп, які підписали контракт з мейджор-лейблом.

### Успіх (1987–1990)
Другий альбом Overkill, Taking Over, вийшов у березні 1987 року Цей альбом гурту був випущений Megaforce у співпраці з Atlantic Records. Він приніс групі громадське визнання, ставши першим альбомом команди, що потрапив у чарт Billboard 200. На пісню In Union We Stand був знятий відеокліп, який потрапив у ротацію програми Headbangers Ball на каналі MTV. Пізніше цього ж року відбувся новий європейський тур, цього разу з гуртом Helloween. У травні-червні Overkill виступали на підтримку Megadeth. У липні-серпні Overkill були хедлайнерами власних концертів, їх відкривали Testament.

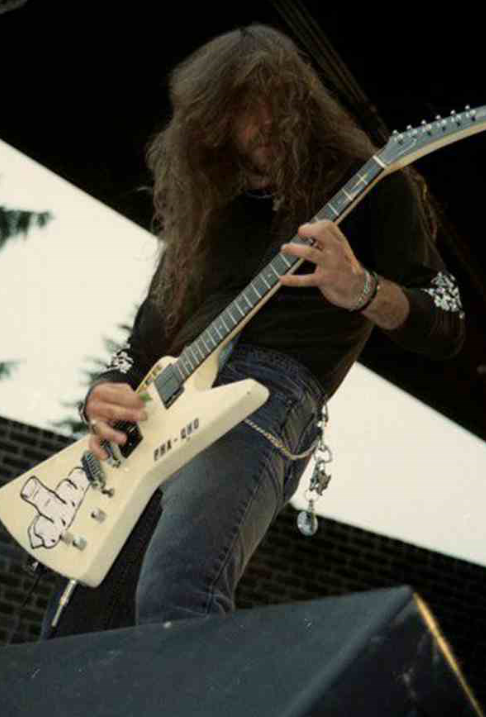
Гітарист Боббі Густафсон був учасником Overkill з 1982 по 1990 рік.

Наприкінці 1987 вийшов новий EP групи під назвою !!!Fuck You!!!, що складається з безпосередньо пісні «Fuck You», а також кількох коцертних записів, зроблених раніше на концерті в Клівленді. Крім того, в 1987 році з групи пішов барабанщик Рет Скейтс, який на кілька виступів був замінений Марком Арчіболом, а потім уже на постійній основі датчанином Бобом "Sid"ом Фальком з групи Пола Ді'Анно. Overkill завершили рік разовим виступом на фестивалі Christmas on Earth у Лідсі, Англія, виступивши разом із Megadeth, Kreator, Nuclear Assault, Voivod, Cro-Mags, Lȧȧz Rockit та Virus.
У 1988 році Overkill випускають свій наступний студійний альбом Under the Influence, який відрізнявся від попереднього грубішим вучанням. Пісня Hello From The Gutter була випущена синглом, а кліп на цю пісню постійно крутився по MTV у програмі Headbangers Ball. Overkill продовжувала постійно гастролювати по всьому світу, зміцнюючи свою репутацію, як одну з найактивніших метал-груп, що грають наживо, включаючи розігрів Slayer у турі на підтримку альбому South of Heaven по США та Європі, а також виступ з іншими групами, такими як: Anthrax, Motörhead, Anvil, Nuclear Assault, M.O.D., Testament, Vio-lence, King's X, Prong, Murphy's Law, Ludichrist та Znowhite.
У 1989 році Overkill випускає альбом The Years of Decay, який досі вважається одним із найкращих у творчості гурту. Спродюсований Террі Дейтом (який пізніше працюватиме з Pantera, White Zombie і Soundgarden), альбом містив найпрогресивнішу і найрізноманітнішу роботу серед усіх альбомів гурту на той момент. У ньому поєднувалося жорстке та грубе звучання Under the Influence з більш складними композиціями та «епічними» елементами, як на Taking Over, що призвело до появи більш серйозної музики та більш тривалих композицій, включаючи восьмихвилинний заголовний трек і десятихвилинний «Playing With Spiders/Skullkrusher». Хоча альбом показав гірший, ніж у Under the Influence, результат у чартах, піднявшись лише на 155 позицію в Billboard 200, The Years of Decay став проривним альбомом для Overkill: станом на травень 2000 року, в США було продано більш ніж 67 000 копій альбому. Швидка і жорстка композиція «Elimination» була випущена окремим синглом і потрапила у ротацію програми MTV - Headbangers Ball. Композиція мала великий успіх у шанувальників гурту і згодом постійно виконувалася на всіх концертах навіть через багато років. На гастролях на підтримку альбому The Years of Decay гурт виступав разом з Dark Angel і Wolfsbane, Mordred, Powermad, Whiplash та Excel, Testament.

### Horrorscope,I Hear BlackіWFO(1990–1995)
Незважаючи на успіх The Years of Decay, наприкінці 1990 року з гурту йде Густафсон через розбіжності з іншими учасниками групи з приводу того, як Overkill має розвиватися надалі. Густафсон заявив, що однією з причин його розриву з Overkill були розбіжності з приводу гонорарів, під час яких він виявився втягнутим у запеклу ворожнечу з Ді Ді Верні та Боббі Елсвортом. Елсворт на його місце вирішив запросити одразу двох гітаристів — Роба Каннавіно, який був гітарним техніком Густафсона, та Меррітт Гант (Merritt Gant) з групи Faith Or Fear. Елсворт заявив в інтерв'ю Invisible Oranges через кілька років, що причина, через яку Overkill найняла двох гітаристів, полягала головним чином у тому, що вони хотіли зробити щось інше: «Ми знали, що якщо ми замінимо Боббі на одного гітариста, нас порівнюватимуть. із тим, ким ми були. Отже, здавалося логічним запросити двох гравців. Ми не хотіли, щоб хтось сказав: „Боббі був кращим, ніж цей новий хлопець“. І ми хотіли виконати старий матеріал із двома гітарами, щоб зберегти свіжість. Ми зрозуміли, що зміни — це не так уже й погано». Наступного року гурт запропонував публіці альбом Horrorscope, який спродюсував знову Террі Дейт. Завдяки затятим рифам і балансуючим соло нових гітаристів, а також вдосконаленому сонграйтингу Верні та Елсворта, альбом розвіяв страхи шанувальників щодо того, що відхід Густафсона розвалить гурт. Сьогодні цей альбом вважається одним із визначальних моментів Overkill. Hororscope також був першим альбомом Overkill, який супроводжувався більш ніж одним відеокліпом чи синглом, були зняті відеокліпи на заголовний трек і на "Thanx for Nothin'" (обидва отримали хорошу ротацію на Headbangers Ball), в той час як інші пісні, такі як "Coma", "Infectious" та кавер-версія пісні Едгара Вінтера «Frankenstein» отримали особливу увагу (по радіо або іншим чином), що підвищило популярність гурту в метал-спільноті і допомогло альбому увійти до топ-30 у чарті Billboard Heatseeker s. Overkill виступали на підтримку Horroscope, здійснивши тур Північною Америкою з Anacrusis і Galactic Cowboys в 1991 and Armored Saint in 1992, і Armored Saint в 1992, після чого групу залишив Сід Фальк. За власним зізнанням, він ніколи не був великим шанувальником треш-металу; спочатку він хотів довести свою гру на барабанах до межі, граючи найскладніший тип музики (тої епохи), а згодом вирішив переслідувати інші музичні інтереси.
Ударну установку зайняв Тім Маллар з M.O.D. У 1993 році Overkill повернули в продюсерське крісло Періалеса, і записали диск I Hear Black. Альбом знову змінив стиль гурту: від динамічного трешу Horrorscope до більш грув-металевого стилю. В результаті вийшов альбом, в якому було набагато похмуріша атмосфера, що включає блюз-рок, дум-метал і стоунер-рок з впливом Black Sabbath, хоча в альбомі збереглося багато елементів з їх традиційних треш-метал коренів. Цей альбом став найвищим чартовим досягненням гурту на той момент (№ 122 у Billboard 200). На Spiritual Void був знятий відеокліп.
Сьомий альбом Overkill W.F.O. (що розшифровується як "Wide Fuckin' Open"; загальний байкерський термін) був випущений 15 липня 1994 року як відповідь на критику, яку отримав I Hear Black. Альбом був представлений у швидкому стилі олдскульного треш-металу без будь-яких експериментальних елементів, присутніх у I Hear Black.
Коли в ефірі Сполучених Штатів домінував грандж, багато хеві-метал радіостанцій почали змінювати формат, а програма Headbangers Ball зникла з ефіру, W.F.O. не вдалося знайти аудиторію, і в 1995 році Overkill залишили Atlantic Records. Вони були раді залишити мейнстримовий лейбл, гурт вважав, що на них там звертали мало уваги.  В результаті команда підписала контракти з різними звукозаписними компаніями по всьому світу (CMC International у США). У 1995 році в Клівленді був випущений перший повноформатний концертний альбом Overkill, 100-хвилинного подвійний диска під назвою Wrecking Your Neck. Музичне відео на пісню "Bastard Nation", взяте з Wrecking Your Neck, але знову не потрапило в ефір у США.

### The Killing Kind, From the Underground and Below, NecroshineіBloodletting(1996–2001)
Наприкінці 1995 року і Каннавіно, і Гант вирішили покинути гурт; Роб Каннавіно зосередився на мотоциклетних гонках, а Меррітт Гант вирішив проводити більше часу з родиною. На загальний подив, Overkill найняли Джо Комо, колишнього вокаліста Liege Lord (який тепер грає на гітарі). Комо привів із собою колишнього гітариста Anvil Себастьяна Маріно, з яким він працював у минулому. Новий склад записав альбом The Killing Kind у 1996 році, знову самостійно спродюсований і зведений Крісом Цангарідесом. Альбом був відходом від більш традиційного треш-метал стилю свого попередника та містив елементи різних музичних течій, включаючи хардкор-панк, у той час, як вокал також демонстрував вплив широкого спектру музики. Оскільки Комо також був співаком, бек-вокал у The Killing Kind і наступних альбомах був більш складним і частим, ніж раніше, додаючи ще один елемент у звучання гурту. Реакція преси на The Killing Kind була дуже позитивною, але альбом залишається предметом гарячих суперечок серед аудиторії гурту, де деякі давні шанувальники не сприймають нові сучасні елементи, а інші вітають The Killing Kind як один із найкращих моментів гурту.
Overkill двічі гастролювали Європою на підтримку The Killing Kind, спочатку в лютому 1996 року разом з Megora і Accuser, а потім в листопаді з Anvil і Stahlhammer.
Влітку 1997 року гурт випустив збірку !!!Fuck You!!! and Then Some, яка включає в себе матеріал з двох мініальбомів гурту: Overkill і Fuck You, а також бонусні концертні треки, серед яких присутня кавер-версія на пісню Black Sabbath - Hole in the Sky

## Спадщина та стиль
Незважаючи на те, що Overkill менш популярні, ніж більші групи того ж жанру, Overkill — один із найстаріших гуртів, які виступають до сих пір. Незважаючи на те, що їх дебютний альбом був випущений тільки в 1985 році, створення Overkill передувало утворенню всієї «великої четвірки» треш-метал груп (Metallica, Megadeth, Anthrax і Slayer), принаймні, на один рік. Після створення групи, коли час минув і група почала створювати більше музики разом зі своїми конкурентами, що швидко зростали, вона стала відома своїм швидким і важким стилем. Музика гурту не мала достатньої різноманітності, щоб змагатися з гуртами «Великої четвірки», але Overkill незмінно зберігали свій неповторний звук протягом усієї своєї кар'єри, замість того, щоб намагатися завоювати популярність у більш комерційному стилі. Overkill вважається однією з найважливіших треш-груп зі Східного узбережжя США.
Поряд з Exodus та Testament, Overkill були предметом обговорення того, яка треш-метал група має бути включена до розширеної «великої четвірки». Відповідаючи на запитання у вересні 2014 року про те, чи мають Overkill, Exodus або Testament входити у «велику п'ятірку» треш-металу, фронтмен гурту Боббі Елсворт відповів: «О, це питання зажене мене в куток! Ми вимірюємо наш успіх у днях, а не доларах! Але, можливо, ви знайдете відповідь, що я збираюся сказати. Коли [грати треш-метал] стало складніше в 90-х роках з приходом ґрандж-музики, у нас ніколи не виникало питання щодо того, чи перестанемо ми це робити і чи підемо працювати на наших мам і тат чи щось таке. Ми просто мали дозволити цьому статися. Ми не збиралися дозволяти гранжу зупинити нас. І, якби це сталося, ми просто повернулися б в андерграунд. Мені все одно подобалося!». Коментуючи той факт, що Overkill ніколи не ставав частиною великої четвірки, Елсворт заявив: «Коли справа доходить до того, щоб бути обраним чи не бути, це просто на папері. Коли ви кажете про цифри, цифри змушують світ крутитися, цифри ставлять їжу на ваш стіл, цифри поміщають „велику четвірку“ в арени. І вони продають достатньо записів для цього. Для мене це не проблема. Навіть отримати таке питання від вас — це комплімент щодо, скажімо, нашого довголіття чи завзятості, роблячи те, що нам подобається робити. Але це просто на папері. Той, хто продає найбільше, отримує полярні позиції».
Звучання Overkill вплинуло на жанр треш-металу. Їхня техніка спирається на комбінування панку та хард-року, а також музики нової хвилі британського важкого металу. Ці елементи поєднуються, щоб створити швидкий, агресивний стиль, унікальний для групи, і зробити звук Overkill легко пізнаваним для фанів металу, в результаті вони часто згадуються як «Motörhead треш-металу». На гурт вплинула різноманітна музика, зокрема: традиційний хеві-метал, хардрок, прогресивний рок і класичний рок, а також такі гурти, як: Black Sabbath, Led Zeppelin, Deep Purple, Iron Maiden, Judas Priest, The Who, Aerosmith, Rush, Kiss, Еліс Купер, Queen, UFO, Jethro Tull, Motörhead, Saxon, Ramones, Sex Pistols, Venom, Тед Ньюджент, Humble Pie, Rainbow, Manowar, Wishbone Ash, Starz, The Damned, New York Dolls, Лу Рід, The Vibrators і Generation X і Dead Boys. Багато з сьогоднішніх новостворених треш-груп були піддані впливу старіших груп у жанрі. Деякі, включаючи Mantic Ritual, включають безліч стилістичних рис, що нагадують Overkill та інші треш-групи, які в минулому досягли успіху.

## Учасники
- Карло «Д. Д.» Верні — бас-гітара, бек-вокал (1980–наш час)
- Боббі «Бліц» Елсворт — головний вокал (1980–наш час)
- Дейв Лінск — соло-гітара, бек-вокал (1999–наш час)
- Дерек «Череп» Тейлер — ритм-гітара, бек-вокал (2001–наш час)
- Джейсон Біттнер — ударні (2017—наш час)

## Дискографія
- Feel the Fire (1985)
- Taking Over (1987)
- Under the Influence (1988)
- The Years of Decay (1989)
- Horrorscope (1991)
- I Hear Black (1993)
- W.F.O. (1994)
- The Killing Kind (1996)
- From the Underground and Below (1997)
- Necroshine (1999)
- Bloodletting (2000)
- Killbox 13 (2003)
- ReliXIV (2005)
- Immortalis (2007)
- Ironbound (2010)
- The Electric Age (2012)
- White Devil Armory (2014)
- The Grinding Wheel (2017)
- The Wings of War (2019)
- Scorched (2023)